# Befreiungstheologische Exegese
Die befreiungstheologische Exegese interpretiert die biblischen Schriften aus der Perspektive unterdrückter und benachteiligter Völker und Bevölkerungsschichten. Sie versteht sich als Form der kontextuellen Exegese, da sie bei der Auslegung der Texte vor allem die konkreten Lebensumstände untersucht, die zu deren Entstehung geführt haben, während sie gleichzeitig ein zeitgemäßes Verständnis für die Heilige Schrift erschließen möchte. Dabei versucht die befreiungstheologische Exegese den gegenwärtigen Sitz im Leben der einzelnen Texte zu bestimmen und ruft dazu auf, die biblische Botschaft konkret im gesellschaftlich-politischen Leben umzusetzen und sich für die Rechte der Unterdrückten einzusetzen.

## Einführung
Bibelauslegung hat stets drei Faktoren gerecht zu werden:
1. den Lebensumständen der Menschen, die sich in der Bibel zu Wort melden oder über die berichtet wird;
2. dem Text und seiner Eigenart, dem was er sagen bzw. verschweigen will, seiner Eigenständigkeit (Autonomie) und Vielschichtigkeit (Polysemie);
3. dem Standpunkt des Leser und der Eigenart, der ihn bestimmenden individuellen und gesellschaftlichen Verhältnisse

Die befreiungstheologische Exegese legt in diesem Zusammenhang ihr Augenmerk auf den sozialen Standort der Verfasser und der Leser, während die Texte nicht nur auf ihren soziopolitischen und ideologischen Entstehungskontext hin befragt werden, sondern auch gemäß den Bedürfnissen und Zielen der alltäglichen, gegenwärtigen Praxis.
Für das Entschlüsseln der Texte ist der hermeneutische Zugang der Rezipienten der Schlüsselfaktor, oder anders gesagt: Um zu verstehen, was ein Text uns sagen will, bedarf es jener Leser, die aus ihrer persönlichen Lebenssituation heraus erfassen können, wie die heiligen Schriften verstanden werden wollen. Dies zeigt sich nicht zuletzt darin, dass die Texte häufig auch ohne jegliche wissenschaftliche Methode am besten von den Menschen verinnerlicht werden, welche die Lebenswirklichkeit, die in ihnen zum Ausdruck kommt, am eigenen Leib erfahren. So haben die schwarzen Sklaven in den Südstaaten der USA die Überlieferung von der Befreiung Israels aus dem Sklavenhaus Ägyptens sofort im Kern als Befreiungsbotschaft erfasst (let my people go!).
Der Anspruch der historisch-kritischen Methode, durch eine wissenschaftliche Aufbereitung zu einem Urtext vorzudringen, wird von der befreiungstheologischen Exegese nicht primär verfolgt. Stattdessen weist sie darauf hin, dass wissenschaftliche Methoden genauso wenig verabsolutiert werden dürfen wie kirchliche Lehrmeinungen. Einen kritischen Umgang sieht die befreiungstheologische Exegese darin, die historisch-kritische Methode durch andere Zugänge zu relativieren und zu ergänzen. So wie die Befreiungstheologie aus der Konfrontation des Glaubens mit dem Unrecht erwachsen ist, so sieht sich auch die befreiungstheologische Exegese in Opposition zu jeglicher Indienstnahme des Wortes Gottes für die Legitimierung von Machtinteressen. Bereits 1975 sprach Juan Luis Segundo in diesem Zusammenhang nicht nur von der Notwendigkeit, eine Befreiungstheologie, sondern auch eine Befreiung der Theologie zu betreiben. Dennoch oder gerade deshalb zieht die befreiungstheologische Exegese Erkenntnisse der historisch-kritischen Exegese heran, um sie mit ihren eigenen Überlegungen zu ergänzen.
Einer der wichtigsten Aspekte, der in das Verständnis der befreiungstheologischen Exegese hineinführt, ist das Wissen über den Sitz im Leben, den die Texte haben, respektive aus welcher Situation sie heraus entstanden sind und was sie bezwecken. Die Auslegung biblischer Texte nach befreiungstheologischem Verständnis will also den sozialen Status ihrer Produzenten und Rezipienten wahr- und ernst nehmen und fordert einen Standortwechsel – eine Parteinahme –, die den zentralen biblischen Überlieferungen selbst zu eigen ist: den Glauben der Schrift als befreiende Praxis zu verstehen.

## Methoden
Die Methode der befreiungstheologischen Exegese enthält drei grundlegende Elemente, die dem von Joseph Cardijn begründeten Dreischritt Sehen – Urteilen – Handeln entsprechen. Dabei soll durch das Wahrnehmen von Lebensnöten durch die Zuhilfenahme der Bibel eine neue befreite Lebenswirklichkeit errichtet werden.
Entgegen einer dualistischen Aufspaltung der Geschichte in eine religiöse Erlösungs- und eine politische Befreiungsgeschichte, besteht sie auf der gesamtgeschichtlichen Vermittlung theologischer Lehren. Geschichte wird dabei nicht als die Geschichte der Gewinner, sondern als Geschichte der Unterdrückten als das Leiden Gottes betrachtet. Die Welt der Armen wird so zum privilegierten Ort göttlicher Gegenwart und die Armen selbst das Sakrament der Selbstmitteilung Gottes. Sie gelten als die historische Vermittlung der Begegnung mit dem Herrn. Sie sind die wahren Stellvertreter Christi. Diese Armen, auf die sich die Befreiungstheologie bezieht, sind aber als ein Kollektiv zu verstehen, bestehend aus den Klassen des einfachen Volkes.
Ein Missverständnis ist es, wenn das Volk, von dem die Theologie der Befreiung spricht, mit dem Proletariat des Marxismus identifiziert wird – wie es ihr viele Kritiker unterstellen. Vielmehr muss der Begriff weiter verstanden werden, denn es ist damit jede Form von Unterdrückung gemeint. Dabei können folgende Hauptkategorien identifiziert werden:
- Die rassische Unterdrückung (zum Beispiel: der Schwarzen)
- Die ethnische Unterdrückung (zum Beispiel: der Indianer)
- Die sexuelle Unterdrückung (zum Beispiel: der Frau)

Wie sich also zeigt, ist unter heutigem Verständnis eine unter rein ökonomischen Gesichtspunkten betriebene Befreiungstheologie nicht mehr angebracht, denn neben der Erfahrung der Armen, die es zu befreien gilt, haben sich eine Vielzahl von Interessensgruppen gebildet, denen der befreiungstheologische Ansatz entspricht. Dabei bedurfte es keiner drastischen Umformulierung der Methoden, denn all diese Theologien (seien es nun Schwarze, Indios, Frauen etc.) gehen in der Regel von der praktischen Erfahrung des Diskriminiert- und Unterdrückt-Seins aus. Der Bibeltext steht dabei immer an erster Stelle, denn unter befreiungstheologischem Gesichtspunkt wird er als Gottes Antwort auf die Not des Menschen verstanden. Befreiungstheologische Exegese geschieht auch in der Kunst, die in besonderer Weise geeignet ist, die Kontextualität der Exegese schon allein über die jeweilige kulturspezifische Ästhetik fassbar zu machen.

## Die Bibel – Ein Text der Befreiung

### Entwicklung
Die Entdeckung der Bibel in der befreiungstheologischen Bewegung kann grob in drei Phasen geschildert werden:
- Eine erste Phase bestand in der Entdeckung bestimmter Texte, die die Situation des leidenden Volkes widerspiegeln und sich vor allem für die Basisbewegung von den 1960er Jahren bis in die 1970er Jahre eigneten.
- In einer zweiten Phase stand die Beschäftigung mit inhaltlichen Zusammenhängen im Vordergrund. Die Gemeinde las dabei größere Erzählzusammenhänge und bezog sie auf ihren konkreten Alltag. Bestimmte Geschichten bzw. Bücher (zum Beispiel: Rut) lieferten so im Verlauf der 1970er Jahre wichtige Leitlinien für das Verständnis der Bibel.
- Während der dritten Phase – beginnend in den 1980er Jahren – wurde der gesamte Text der Bibel als Text der Befreiung und als Gedächtnis auf der Hoffnung der Armen interpretiert.

Heute ist die befreiungstheologische Exegese ein pluralistisches Unternehmen. Viele Befreiungstheologen befinden sich in einer sehr produktiven Phase, indem sie unterschiedliche neue Themen untersuchen. Die ökumenische Dimension, die im Anfangsstadium der Befreiungstheologie sehr präsent war, gewinnt in der gegenwärtigen Zeit der Globalisierung wieder an neuer Dringlichkeit.

### Grundlagen
Die Bibel wird als eine von Gott gegebene Autorität betrachtet und ist in der Auffassung der Basisgemeinde fest in deren Spiritualität verwurzelt, weshalb auch viele davon sprechen Das Evangelium zu beten, während im akademischen Umfeld mehr vom Studium der Bibel die Rede ist.
Zum besseren Verständnis des befreiungstheologischen Ansatzes der Bibel ist anzumerken, dass hier zwei Begriffe miteinander korrelieren: Befreiung und Erlösung. Ohne die beiden in einer Art Konkurrenzverhältnis sehen zu wollen, ist vor allem im theologischen Sprachgebrauch der Befreiung ein gewisser Vorzug einzuräumen, da hier das Heilshandeln Gottes als ganzheitliches Geschehen am Menschen zu begreifen ist. Vor allem in Hinblick auf soziale Missstände, wie Unfreiheit oder Unterdrückung, gilt es diese gegen die von Gott gewollte Freiheit aufzudecken.
Die Bibel ist aber nicht nur ein Buch, das Texte über Befreiung beinhaltet, sondern auch der Text selbst ist zu befreien – geht es doch schließlich darum, den dahinter liegenden Sinn zu erkennen und sich deren Inhalte zu erschließen. Schon das Wort Text als Lateinische Übersetzung von textus (=Gewebe) impliziert ein Gewebe bzw. einen Stoff, der durch viele Fäden ineinander verwoben wurde.
Für die Befreiungstheologie ist es nun wichtig, die einzelnen Bedeutungsfäden, die als eine Art Code zu verstehen sind, zu erfassen und den Sitz des Lebens, der in vielen Texten der Bibel innewohnt, zu erschließen. Es gilt letztendlich darauf zu achten, welchen Gebrauch wir von den Texten machen, wenn wir sie heute lesen. Dieser Anspruch scheint insbesondere gerechtfertigt zu sein, da kein Text den Gedanken nur eines Autors widerspiegelt und auch nicht unmittelbar in den Kopf nur eines Leser transportiert wird, sondern von seiner Form her auf Bedeutungsvielfalt hin angelegt ist.

### Judentum und AT
Für das Judentum und die Tora ist Befreiung die zentrale Theologie. Mittelpunkt der jüdischen Lehre bildet das geschickwendende Handeln JHWHs, das dem Menschen neues Leben – befreit aus schuldhafter Verstrickung und innerer, als auch äußerer Existenznot – gewährt. Gottes Handeln impliziert für die Befreiten sowohl Ermöglichung als auch Verpflichtung zu einer neuen Lebenspraxis.
Im Alten Testament ist die Befreiungstat JHWHs aus der Sklaverei Ägyptens (Exodus) sowohl für den geschlossenen Bund als auch für den jüdischen Glauben insgesamt konstitutiv.
Im Exodus-Geschehen (Ex 20,2 ) erweist sich JHWH als Gott der Befreiung, was von Israel durch das alljährliche begangene Pascha-Fest bekannt wird. Dabei geht es aber nicht nur um eine Form des Gedenkens, sondern auch – im Licht des Babylonischen Exils – um eine kritische Form des Erinnerns an soziale Ungerechtigkeiten innerhalb des Gottesvolkes selbst. So wird sich nach Deuterojesaja Gott als der Erlöser Israels erweisen, der sein Volk zu seiner ursprünglichen Identität befreit.

### Christentum und NT
Das Neue Testament bezeugt die für das Christentum grundlegende Botschaft von der Befreiungstat Jesu. Seine Basileiaverkündigung umfasst schon von seinem prophetischen Ansatz her die Befreiung der Gefangenen und der Zerschlagenen (Lk 4,18–19 ). Alle Heilstaten des Christus, sowohl seine Exorzismen als auch die Sündenvergebung, zielen auf eine von Gott gewollte Befreiung zu einem Leben in Freiheit. Dabei steht im Mittelpunkt der Schon Jetzt-Gedanke, also keine Vertröstung auf ein jenseitiges oder noch zu erwartendes Königreich, sondern die Ausrichtung einer Freiheit in Gott, die bereits in der Gegenwart begonnen hat.
Auch für Paulus von Tarsus zielt Gottes befreiendes Handeln in und durch Jesu auf die Freiheit der Kinder Gottes, speziell als eine Befreiung von der Versklavung durch Gesetz und Sünde. Gerade Jesu Hinwendung zu den Armen und Ausgestoßenen bilden die Grundhaltung des Liebesgebotes, das durch den gnadengeschenkten Geist verwirklicht wird. Diesen sozialen Aspekt greift auch die moderne befreiungstheologische Exegese auf.